# 황전초등학교
황전초등학교는 대한민국 전라남도 순천시 황전면 수평리에 있는 공립 초등학교이다.

## 학교 연혁
- 1920년 8월 31일 설립인가
- 1921년 2월 19일 황전공립보통학교(4년제) 개교
- 1938년 4월 1일 황전공립심상소학교로 개명
- 1941년 4월 1일 황전공립국민학교로 개명
- 1948년 4월 1일 황전국민학교로 개명
- 1981년 3월 1일 병설유치원 개원
- 1983년 3월 1일 특수학급 개설
- 1988년 3월 1일 평죽분교장 편입
- 1992년 3월 1일 평죽분교장 본교로 통폐합
- 1996년 3월 1일 황전초등학교로 개명
- 2012년 3월 1일 대치분교장舊 황전북초등학교(2학급), 회덕분교장舊 황전북초등학교 회덕분교(3학급) 편입
- 2014년 2월 13일 다목적교실 「황전관」개관
- 2014년 3월 1일 대치분교장 본교로 통폐합
- 2018년 3월 1일 제26대 윤남철 교장 부임
- 2020년 2월 12일 제97회 졸업식 (졸업생 총수 7062명)
- 2025년 3월 1일 회덕분교장 통폐합

## 참고 자료
- 황전초등학교 - 한국교육학술정보원 학교알리미